# Бетон хала
Бетон хала је комерцијални простор у Карађорђевој улици бр. 2-4 у Београду, на обали Саве подно зидина Београдске тврђаве, где је смештено неколико угоститељских објеката и јавна гаража на врху, док је у плану адаптација и једног дела за културне и уметничке манифестације.
Хала је грађена између 1936. и 1939. године као Царински магацински простор, за потребе оближње царине на Сави. У то време је постојало пет кранова, а данас је сачуван само један. Са задње стране хале је пролазила пруга на којој су редовно саобраћали возови.
Идеја пренамене овог простора потекла је од архитекте Александра Родића, који је покушао да откупи, укњижи, уведе воду и струју у овај објекат. Убрзо је на врху Бетон хале настало и јавно паркиралиште са 400 паркинг места.
Одлуком Града Београда из 2012. године, хала је добила искључиво угоститељску намену. Касније је направљена и пешачка зона уз саму обалу. Данас, Бетон хала представља једно од најатрактивнијих места ноћног провода у Београду.
У мају 2020. године, постављена је пасарела која спаја Београдску тврђаву са Бетон халон и Савским кејом. Са уклањањем пруге у склопу изградње Линијског парка, најављено је да ће простор иза Бетон хале добити нову намену, за потребе културно-уметничких манифестација.